# P-700 Granit

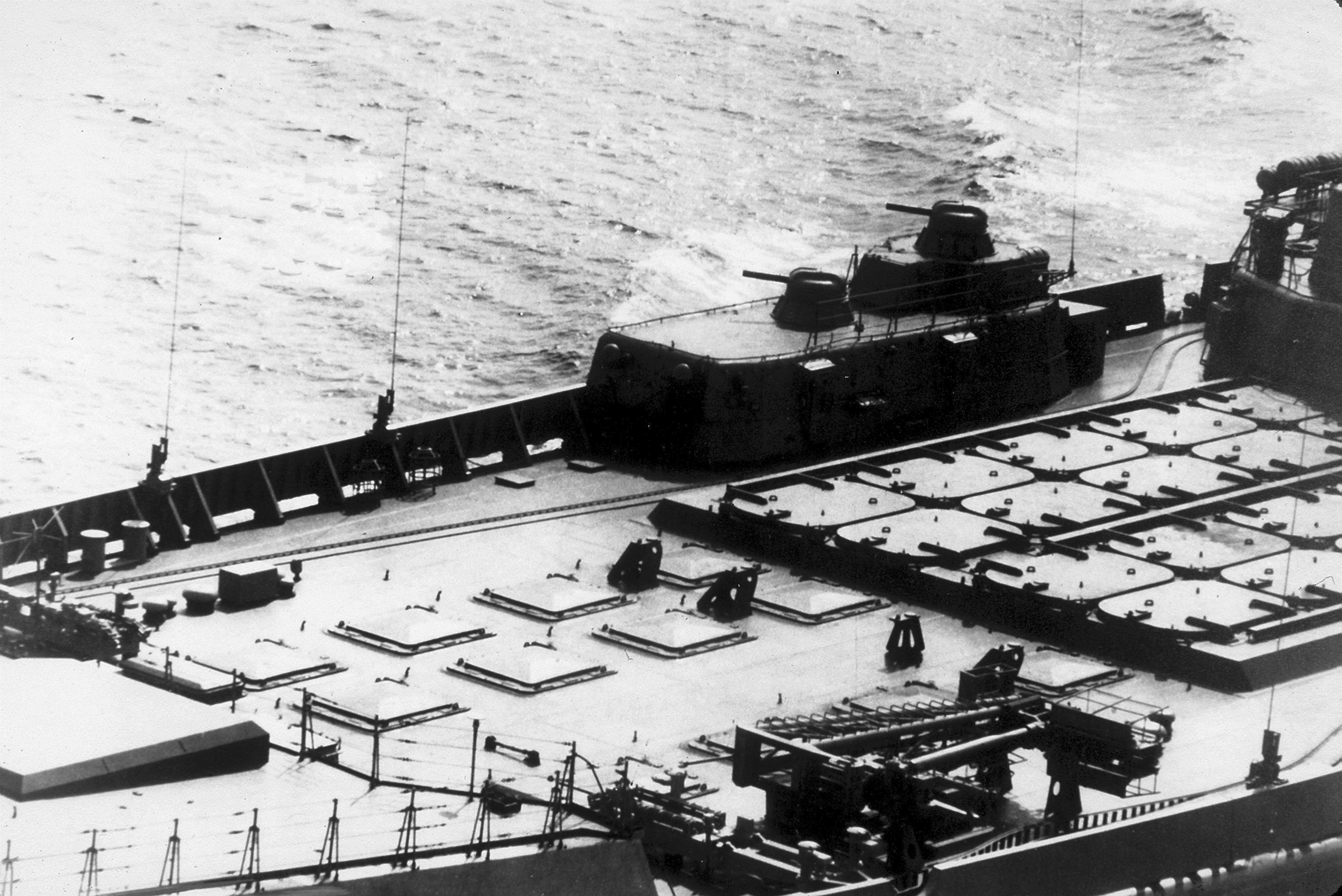
Příď sovětského křižníku třídy Kirov. Menší poklopy vlevo ukrývají 96 protiletadlových střel typu S-300F Fort, pod rozměrnějšími poklopy vpravo je 20 střel P-700 Granit

P-700 Granit (rusky П-700 Гранит, kód NATO: SS-N-19 Shipwreck, index GRAU: 3M45) je sovětská a ruská nadzvuková křižující protilodní střela zavedená do služby u sovětského námořnictva v roce 1983. Jedná se o nejtěžší ruskou protilodní střelu, samo ruské námořnictvo ji kategorizuje jako střelu operační.
Střela byla vyvinuta pro napadání amerických svazů těžkých letadlových lodí. Předpokládá se, že bylo vyrobeno okolo 300 střel tohoto typu. Výroba již byla ukončena. Jediným současným uživatelem střely je ruské námořnictvo – jsou umístěny na jediné ruské letadlové lodi Projektu 1143.5 Admiral Kuzněcov (12×), raketovém křížníku Pjotr Velikij (20×) a jaderných ponorkách Projektu 949 Granit (24×). Střely Granit však již ve výzbroji dosluhují, jejich výrobu není možné obnovit a navíc je pro současné konflikty nevhodná.
Střela Granit byla vyvíjena od 70. let konstrukční kanceláří NPO Mašinostrojenija na základě protilodní střely P-500 Bazalt. Měla se stát náhradou za střely P-70 Ametist a P-120 Malachit, které sice měly dobré celkové výkony, ale příliš malý dolet nato, aby mohly být odpáleny mimo dosah protiponorkové obrany amerických lodí. Na rozdíl od střely P-500 navíc měla být schopná odpalu z ponorek. Vývojová linie střely pokračuje modernější verzí P-800 Oniks a rusko-indickou protilodní střelou BrahMos.
Střela má délku 10 metrů, průměr 0,85 metru, rozpětí ploch 2,6 metru a startovní hmotnost 7000 kg. Startuje pomocí dvojice raketových motorů na tuhé pohonné látky a poté se pohybuje pomocí proudového motoru. Střela může nést konvenční hlavicí o hmotnosti 750 kg či jadernou hlavici o ekvivalentu 500 kilotun TNT. Dolet střely je okolo 625 km. Nejvyšší rychlost je 2,5 M.
Střely jsou odpalovány hromadně - salvou. Jedna z nich letí jako vedoucí ve výšce a svým radarem a pasivním detektorem zachycuje a vyhodnocuje cíle. Informace pak předává ostatním střelám letícím těsně nad hladinou moře. Každá střela dostane informace o cíli - typ, kurz, rychlost a umístění v nepřátelské formaci. Pokud je vedoucí střela zničena, nahradí ji jiná. Pokud je zničena jakákoliv jiná střela, dojde k přehodnocení cílů - maximalizace efektu útoku. Střely mají informace o možnostech protivníkovy obrany a na základě toho volí směr a způsob útoku. Má se za to, že jsou pancéřovány pro proražení PVO a CIWS a že obsahují systémy pro vedení elektronického boje. V terminální fázi letu pak manévrují pro ztížení práce protivníkovy PVO. Díky těmto charakteristikám představují unikátní zbraňový systém.